# گروه آهن
در شیمی و فیزیک، عبارت گروه آهن برای اشاره به عنصرهایی به کار می‌رود که به گونه‌ای به آهن مربوطند. این عنصرها هم در زمین و هم در بیرون آن به صورت آزاد یافت می‌شوند. این نامگذاری در شیمی امروز دیگر کاربردی ندارد.

## در جدول تناوبی
گروه آهن در جدول تناوبی استاندارد به عنصرهای آهن، کبالت و نیکل اشاره دارد که در ردیف نخست گروه VIII در نامگذاری پیشین یا VIIIB جای دارند. این فلزها و گروه پلاتین که بدون فاصله در زیر آن‌ها جای دارند، نسبت به دیگر عنصرها کنار گذاشته شده‌اند چون نسبت به یکدیگر همانندی‌های زیادی از خود نشان می‌دهند اما نسبت به دیگر گروه‌های عنصرها ارتباط روشنی ندارند.
همانندی‌های شیمیایی آن‌ها که امروزه به صورت ردیف نخست از فلزهای واسطه از آن یاد می‌شود نخستین بار از سوی آدولف اشترکر در سال ۱۸۵۹ اعلام شد. در سال ۱۸۶۵ به شدت به جان الکساندر رینا نیولندز اعتراض شد که چرا آهن را از کبالت و نیکل جدا کرده بود. مندلیف اصرار داشت که گروه‌های که «از نظر شیمیایی شبیه‌اند» می‌توانند جرم اتمی همانند داشته باشند یا افزایش پایاپای داشته باشند. او هم در مقاله اش در سال ۱۸۶۹ و هم در جریان جایزهٔ فارادی در سال ۱۸۸۹ این مطلب را بیان کرد.

## شیمی تجزیه
در روش‌های سنتی تحلیل کیفی مواد غیرآلی، گروه آهن از کاتیون‌هایی ساخته شده‌است که:
- کلریدهای حل شدنی داشته باشند.
- مانند سولفیدها با سولفید هیدروژن در شرایط اسیدی رسوب نمی‌دهند.
- مانند هیدروکسیدها در pH نزدیک ۱۰ (یا پایین تر) در حضور آمونیاک رسوب می‌دهند.

کاتیون‌های اصلی در گروه آهن، عبارتند از: خود یون‌های آهن (Fe۲+ و Fe۳+) آلومینیم (Al۳+) و کروم Cr۳+ اگر منگنز در یک نمونه به صورت دی اکسید هیدراتهٔ منگنز قرار گیرد، معمولاً با هیدروکسیدهای گروه آهن رسوب می‌دهد. کاتیون‌های غیرمعمول تری که با گروه آهن رسوب می‌دهند عبارتند از: بریلیم، تیتانیم، زیرکونیم، وانادیم، اورانیم، توریم و سریم.

## همچنین ببینید
- خورشید

## منبع
1. ↑  Sherwood Taylor, F. (1942), Inorganic and Theoretical Chemistry (6th ed.), London: Heinemann, pp. ۱۵۱–۵۴, ۷۲۷–۲۸.
2. ↑  Strecker, A. (1859), Theorien und Experimente zur Bestimmung der Atomgewichte der Elemente, Braunschweig: Friedrich Vieweg.
3. ↑  "Proceedings of Societies [Report on the Law of Octaves]", Chemical News, ۱۳: ۱۱۳, 1866.
4. ↑  Mendelejeff, D. (1869), "On the Relationship of the Properties of the Elements to their Atomic Weights", Z. Chem., ۱۲: ۴۰۵–۶.
5. ↑  Mendeléeff, D. (1889), "The Periodic Law of the Chemical Elements", J. Chem. Soc., ۵۵: ۶۳۴–۵۶.
6. 1 2  Vogel, Arthur I. (1954), A Textbook of Macro and Semimicro Qualitative Inorganic Analysis (4th ed.), London: Longman, pp. ۲۶۰–۷۸, ISBN 0-582-44367-9.
7. ↑  Vogel, Arthur I. (1954), A Textbook of Macro and Semimicro Qualitative Inorganic Analysis (4th ed.), London: Longman, pp. ۵۹۲–۶۱۱, ISBN 0-582-44367-9.